# Culicula
Culicula là một chi bướm đêm thuộc họ Erebidae.